# Quechua del norte de Junín
El quechua del norte de Junín es un idioma que se habla en Perú en el norte de Junín, el sur de Pasco y en Lima. Los dialectos bajo el quechua del norte de Junín incluyen el quechua de Tarma hablado en la provincia de Tarma y el subdialecto el quechua de San Pedro de Cajas. El quechua del norte de Junín pertenece al grupo dialectal del quechua yaru que se incluye dentro del quechua I. El dialecto del quechua de Junín fue absorbido por el Imperio Inca en 1460, pero fue relativamente poco afectado por el dialecto sureño del quechua cuzqueño. El Imperio Inca tuvo que vencer la dura resistencia del pueblo huanca.

## Historia
Después de que los españoles conquistaron el Imperio Inca, surgieron hablantes bilingües, así como una variedad de préstamos, que introdujeron los sonidos o y e. Posteriormente surgió un debate sobre si el quechua tiene tres o cinco fonemas vocálicos sobre si el quechua tiene /e/ y /o/ como fonemas separados. Por ejemplo, el español tomó prestado kula que significa "hojas de coca, arbusto de coca" en quechua para producir la palabra cola. Este ejemplo ilustra un cambio de u a o cuando se usa en español. La traducción de textos católicos españoles al quechua dio lugar a un período floreciente; sin embargo, una serie de rebeliones fallidas cerca de fines del siglo XVIII provocó una declaración de insubordinación dirigida a la lengua quechua. El español reemplazó al quechua en las escuelas a partir de la década de 1970.
Actualmente catalogado como un idioma en peligro de extinción, el dialecto de San Pedros de Cajas del quechua se ha estado estudiando y se ha encontrado en uso principalmente en el hogar y el español se usa en las escuelas. Una encuesta realizada en una escuela secundaria dio como resultado que solo uno de cada cincuenta estudiantes respondió que usaba el quechua en casa.
El trabajo reciente de los lingüistas se ha centrado en rastrear el origen del quechua comparando el idioma reconstruido, el protoquechua, con el protoaymara. Existen argumentos en ambos lados como Paul Heggarty argumenta en contra de una relación distante. Se han encontrado similitudes que abarcan ambos protoidiomas a partir de la reconstrucción de una variedad de dialectos quechuas; los puntos en común incluyen apa- que significa "llevar", picqa que significa "cinco", urqu que significa "montaña" y qipa que significa "antes (espacio), después (tiempo)", todas palabras en quechua de Junín. Qipa ejemplifica la marca temporal relativa en lugar de la marca temporal.
Como lengua aglutinante, el quechua ha sido analizado subagrupando sus copiosos morfemas, en particular sus sufijos. Una característica del quechua de Junín y del quechua I, que incluye el dialecto del norte de Junín, pertenece a la caracterización de los sufijos no finales. Willem Adelaar ha realizado un extenso trabajo sobre los dialectos del quechua y ha publicado hallazgos sobre el dialecto de Tarma.

## Distribución geográfica
El quechua del norte de Junín se habla en Perú en el norte del departamento de Junín en las provincias de Junín y Tarma; en el sur del departamento de Pasco en los distritos de Huayllay y Paucartambo de la provincia de Pasco; y en el departamento de Lima.

## Análisis lingüístico

### Morfemas
Los sufijos de los verbos en básicamente todos los dialectos del quechua I se subdividen en sufijos finales y no finales. El quechua del norte de Junín tiene una división de sufijos verbales no finales en el bloque izquierdo y derecho. El bloque derecho, generalmente flexivo, participa de manera similar a los sufijos de verbos finales al permitir vocales largas. El bloque izquierdo se fusiona (y colexicaliza) con raíces verbales de modo que sus sufijos verbales no finales pueden ser tanto derivativos como flexivos. Un orden prescrito afecta a los sufijos del bloque derecho de modo que, para un sufijo causativo, los morfemas aparecen en un orden específico independientemente de su relación con el sujeto. La longitud de las vocales puede cambiar el significado de maneras que incluyen, entre otras, marcar la primera persona, marcar la causalidad y marcar los pronombres. Estas relaciones forman una explicación estructural de la escritura aglutinante del quechua de Tarma.
El quechua de Tarma posee algunos cambios únicos en los morfemas direccionales que denotan "arriba", "abajo", "adentro" y "afuera". El morfema para "abajo", "rpu", existe como un sufijo de bloque de la mano izquierda y ha llevado productivamente a "lpu" que significa superar la resistencia además de la simplificación a "ru".

### Fonemas
Se ha observado la desaspiración del fonema tʃ, es decir, tʃ' -> tʃ. Además, las oclusivas no tienen aspiración ni glotalización, pero pueden sonorizarse; como se discutió anteriormente, la longitud de la vocal puede ser fonémica.
El dialecto de Tarma tiene 3 vocales: /a, i, u/. Todas las vocales tienen equivalentes largas, y el norte de Junín muestra una longitud de vocal contrastante. La tabla de consonantes es del dialecto de Tarma.
|                 |           | Bilabial | Alveolar | Palato-alveolar | Retrofleja | Palatal | Velar |
| --------------- | --------- | -------- | -------- | --------------- | ---------- | ------- | ----- |
| Oclusiva        | Sorda     | p        | t        |                 |            |         | k     |
| Oclusiva        | Sonora    | b        |          |                 |            |         | g     |
| Africada        | Africada  |          |          | t͡ʃ              | tʂ         |         |       |
| Fricativa       | Fricativa |          | s        | ʃ               |            |         | x     |
| Nasal           | Nasal     | m        | n        |                 |            | ɲ       | ŋ     |
| Aproximante     | semivocal |          |          |                 |            | j       | w     |
| Aproximante     | lateral   |          |          |                 |            | ʎ       |       |
| Vibrante simple |           |          |          |                 |            |         |       |

La variedad hablada en San Pedro de Cajas carece de oclusiva bilabial sonora /b/ y agrega una fricativa uvular sorda /χ/.

### Substantivación
Observamos que las cláusulas susbtantivadas se pueden marcar completamente. El dialecto huanca del quechua del norte de Junín permite marcar el caso de las cláusulas nominales como el caso genitivo, restringido en la mayoría de los otros dialectos quechuas. Además, las cláusulas nominales solo marcan diferencias temporales relativas, es decir, no marcan tiempo.